# 富川一人
富川 一人（とみかわ かずひと、1983年11月21日 - ）は、日本の俳優。吉住モータース、劇団はえぎわ所属。舞台芸術学院卒業。

## 出演

### テレビ
- 就活のムスメ（テレビ朝日）
- 小児救命 第5話（テレビ朝日）
- 青春カムバック!?メタボリック☆ばんど!（テレビ東京）
- 貧乏男子 ボンビーメン（日本テレビ、レギュラー）
- ケータイ刑事 銭形海 セカンドシリーズ 第6話（BS-i）海鳴三朗 役
- 相棒 season6 第6話（テレビ朝日）
- 世にも奇妙な物語'07秋の特別編「自販機男」（フジテレビ）
- 新マチベン 〜オトナの出番〜 第5話・6話（NHK）
- 特急田中3号 第1話（TBS）
- 柳生十兵衛七番勝負 最後の闘い（NHK木曜時代劇）
- 信濃のコロンボ事件ファイル14 死あわせなカップル（テレビ東京）
- 土曜ワイド劇場「炎の警備隊長・五十嵐杜夫5」（テレビ朝日）
- レガッタ〜君といた永遠〜（テレビ朝日）レギュラー 河野伸介 役
- ガチバカ!第8話（TBS）
- 野ブタ。をプロデュース 第3話（日本テレビ）
- 嬢王 第2話・12話（テレビ東京）
- ウォーターボーイズ2005（フジテレビ）夏 畠男 役
- 金曜エンタテイメント「踊る!親分探偵」（フジテレビ）
- ごくせん第2シリーズ（日本テレビ）レギュラー 桜庭一人 役
- 平清盛（NHK)　秦公春役
- ゴッドタン ストイック暗記王（テレビ東京、2015年 8月29日）飯塚悟志役
- ラジエーションハウスII〜放射線科の診断レポート〜 第5話（2021年11月1日、フジテレビ）
- 逃亡医F 第3話（2022年1月29日、日本テレビ）
- 新空港占拠 第1話 - 第5話（2024年1月13日 - 2月10日、日本テレビ） - 久留米勝利 役[1][2]
- RoOT / ルート（2024年4月3日 - 6月5日、テレビ東京）[3][4]

### 映画
- 江ノ島プリズム 吉田康弘監督
- 1+1=11 矢崎仁司監督
- うさぎドロップ  SABU監督
- ケージ  石井慎吾監督（ぴあフィルムフェスティバル入選）
- カイジ  佐藤東弥監督
- わたし出すわ 森田芳光監督
- 奈緒子 古厩智之監督　宮崎親 役
- グミ・チョコレート・パイン ケラリーノ・サンドロヴィッチ監督
- 椿三十郎 森田芳光監督  守島隼人 役

### 舞台
- 2004.04 - 日本総合悲劇協会vol.4 「ドライブ イン カリフォルニア」（作・演出：松尾スズキ）
- 2004.06 - 真夏の温泉きのこ 「ロマンチック・トンネル」（作・演出：大堀光威）
- 2004.09 - ウーマンリブ vol.8 「轟天VS港カヲル〜ドラゴンロック！ 女たちよ、俺を愛してきれいになあれ〜」（作・演出：宮藤官九郎）
- 2004.11 - 大人計画本公演 「イケニエの人」（作・演出：松尾スズキ）
- 2006.01 - 駅前の温泉きのこ 「ozone平野」 （作・演出：大堀光威）
- 2006.04 - シス・カンパニープロデュース 「父帰る・屋上の狂人」（作•演出：河原雅彦）下男 吉治役
- 2008.04 - シアターコクーンプロデュース 「どん底」 （作・演出：ケラリーノ・サンドロヴィッチ）靴屋役
- 2008.09 - 奮迅の温泉きのこ 「ロクバンメの憂鬱」（作・演出：大堀光威）
- 2009.11 - 演劇ユニット・リッチ「サードパーティー」（作・演出：菅井菅）
- 2010.01 - はえぎわ第21回公演「春々 harubaru　～ハスムカイのシャレ～」（作・演出：ノゾエ征爾）
- 2010.05 - 第6感「キャベツのきもち」 （作：鳥越勇作 演出：鈴木孝典）
- 2010.06 - 忍びこみ 「一定物語」（作・演出：大政知己）
- 2010.12 - はえぎわ第22回公演「ガラパコス　～進化してんのかしてないのか～」（作・演出：ノゾエ征爾）
- 2011.07 - はえぎわ第23回公演「○○トアル風景」（作・演出：ノゾエ征爾）
- 2012.02 - 演劇引力廣島 第9回プロデュース公演 「ガラパコスパコスHIROSHIMA ver.」（作・演出：ノゾエ征爾）
- 2012.05 - はえぎわ第24回公演「I’m (w)here」（作・演出：ノゾエ征爾）
- 2012.06 - サラヴァ東京が贈る軽演劇 短編オムニバスの会 vol.1「嗚呼、わが町のファミリーレストラン」 （作・演出：谷戸亮太）
- 2013.01 - 10周年の温泉きのこvol.3 「謡う、相続人decade!!」（作・演：大堀光威）
- 2013.05 - ハイバイ10周年記念ツアー 「て」 （作・演出：岩井秀人、東京芸術劇場シアターイースト 他）
- 2013.10 - SWANNY 「ゴミ、都市そして死」（演出：千木良悠子）
- 2014.02 - M&Oplaysプロデュース「サニーサイドアップ」（作・演出：ノゾエ征爾）
- 2014.04 - 日本の30代「十二夜」 （原作:ウイリアム・シェイクスピア 演出:鵜山仁）
- 2014.08 - はえぎわ15周年第27回公演 「ハエのように舞い 牛は笑う」(作・演出：ノゾエ征爾、東京芸術劇場シアターイースト)
- 2014.10 - ハイバイ「霊感少女ヒドミ」（作・演出：岩井秀人）
- 2015.02 - 演劇引力廣島 第12回プロデュース公演『飛ぶひと』（作・演出:ノゾエ征爾）
- 2015.05 - はえぎわ第28回公演「飛ぶひと」（作・演出：ノゾエ征爾、下北沢 ザ・スズナリ）
- 2015.08 - 日本の30代「ジャガーの眼 2008」（原作：唐十郎・演出：木野花、下北沢駅前劇場）
- 2015.10 - はえぎわ第29回公演「ゴードンとドーソン Gordon＆Dawson ～妻と夫と虎の夢～」 （作・演出：ノゾエ征爾、シアタートラム）
- 2016.08 - はえぎわ第30回公演「其処馬鹿と泣く」（作・演出：ノゾエ征爾、イマジンスタジオ）
- 2016.10 - ドリル饅頭「Tsuru」（作・演出：中西広和）
- 2016.12 - 1万人のゴールド・シアター2016「金色交響曲～わたしのゆめ、きみのゆめ～」 （企画・原案：蜷川幸雄 作・演出：ノゾエ征爾）
- 2017.01 - 結城企画 第2回公演「くるみ割れない人間」（作・演出：モラル）
- 2017.09 - 艶∞ポリス「ハッピーママ、現る。」 （作・演出：岸本鮎佳）
- 2018.02 - ゴールド･アーツ･クラブ「病は気から〈成果発表〉」(原作：モリエール 脚本･演出：ノゾエ征爾)
- 2018.07 - 新感線☆RS「メタルマクベス〈disc1〉」(作：宮藤官九郎　演出:：いのうえひでのり)
- 2018.10 - ゴールド･アーツ･クラブ「病は気から」(原作：モリエール 脚本・演出：ノゾエ征爾)
- 2018.11 - らまのだ「青いプロペラ」(作：南出謙吾　演出：森田あや、シアタートラム)
- 2019.01 - はえぎわ第31回 20周年記念公演  『桜のその薗 ～ミワクの鳥が踊る町の山の川の果ての鈴なる滝で一人龍を征す～』 (作・演出：ノゾエ征爾、下北沢 ザ・スズナリ)
- 2019.08 - パルコプロデュース「プレイハウス」(作：演出：根本宗子、東京芸術劇場プレイハウス)
- 2019.12 - ゴールド・アーツ・クラブ「吾輩は猫である」〈成果発表〉(作・演出：ノゾエ征爾)
- 2021.01 - SPAC「病は気から」(原作：モリエール 脚色･演出：ノゾエ征爾)
- 2021.08 - ハイバイ「ヒッキー・カンクーントルネード」 （作・演出：岩井秀人）
- 2021.11 -  ピンク・リバティ「とりわけ眺めの悪い部屋」（作・演出：山西竜矢）
- 2022.08 - TAAC「人生がはじまらない」 （作・演出：タカイフミアキ、新宿シアタートップス）
- 2022.10 - ガレキの太鼓「『没入すると怖いよね、恋愛』の略で没愛」 （作・演出：舘そらみ）
- 2022.11 - ぱぷりか「どっか行け！クソたいぎい我が人生」 （作・演出：福名理穂、こまばアゴラ劇場）
- 2022.12 - ツケヤキバ旗揚げ公演「ぬるま湯のあとさき」（脚本：深井邦彦　演出：田村孝裕）

- 2023.03 - オールナイトニッポン55周年記念公演「 明るい夜に出かけて」（原作：佐藤多佳子・演出：ノゾエ征爾、本多劇場）[5]
- 2023.06 - ピンク・リバティ「点滅する女」（作・演出：山西竜矢、東京芸術劇場シアターイースト）
- 2024.05 - ONEOR8「かれこれ、これから」（作・演出：田村孝裕、新宿シアタートップス）
- 2025.02 - はえぎわ25周年本公演「幸子というんだほんとはね」（作・演出：ノゾエ征爾、本多劇場）[6]
- 2025.06 - iaku「はぐらかしたり、もてなしたり」（作・演出：横山拓也、シアタートラム 他）[7]

### CM
- GREEガンダムマスターズ
- 味の素
- ロート製薬
- 洋服の青山
- DOCOMOネットCM